# Hoplia concolor
Hoplia concolor är en skalbaggsart som beskrevs av Sharp 1878. Hoplia concolor ingår i släktet Hoplia och familjen Melolonthidae. Inga underarter finns listade i Catalogue of Life.